# Kozjak vízerőmű
A Kozjak vízerőmű egy nagyméretű vízerőmű a Treska folyón, gátja a legnagyobb Észak-Macedóniában, amely mögött található a mesterséges Kozjak-tó. Az ország nyugati részén, Makedonszki Brod területén található. A gát elsődleges célja az árvízvédelem, de energiatermelésre is használják.

## Építése
A gát építése 1994 augusztusában kezdődött, teljes költsége mintegy 173 millió USD volt. Az építkezést kezdetben a kormányzó párt, a macedóniai Szociáldemokrata Unió szervezte meg, amelyhez 93 millió dollár hitelt vett fel 8%-os kamatra. 1996 és 1998 között előkészítő munkát végeztek, amely magában foglalta az összes elektromos berendezés vásárlását és telepítését. Megállapodást írtak alá a kínai Hajnan Társasággal az erőmű építéséről, de a vállalat hamar csődbe ment, és igazgatója börtönbe került. A munkálatok veszélybe kerültek, de megmentette az időközben hatalomra jutó VMRO-DPMNE párt, amely az erőmű elkészüléséhez szükséges források 70%-át biztosította. A gát elkészülte után a víztározó feltöltése 2003 májusában kezdődött meg. A két Francis-turbinával felszerelt generátort 2004 júliusában, illetve szeptemberében helyezték üzembe, összteljesítményük 82 MW volt. A munkálatokat a macedón ELEM cég és a kínai tulajdonú China International Water and Electric Corporation végezte. Az első tervezett javításra csak 2007-ben került sor, amikor a generátorokat cserélték ki a rendkívül erős vibráció miatt. A teljes körű rekonstrukció során a turbinákat is kicserélték, így teljes teljesítményük 100 MW-ra nőtt. 2010 augusztusáig az éves villamosenergia-termelés 190 millió kWh volt, ami a 2006 utáni időszak rekordja volt. Jelentős segítséget nyújtott az erőmű javításában a Bank of China, amely 87 millió USD kölcsönt bocsátott ki (összesen a rekonstrukció 150 millió dollárba került). Ez a projekt volt a legnagyobb a Macedónia KJK és a Kínai Népköztársaság közötti kapcsolatok történetében, azonban több szakértő is Kína balkáni térnyerési szándékát látja a háttérben.

## Fordítás
Ez a szócikk részben vagy egészben  a(z)   ГЭС Козяк című orosz Wikipédia-szócikk ezen változatának fordításán alapul.  Az eredeti cikk szerkesztőit annak laptörténete sorolja fel. Ez a jelzés csupán a megfogalmazás eredetét és a szerzői jogokat jelzi, nem szolgál a cikkben szereplő információk forrásmegjelöléseként.